# Ricardiansk ekvivalens
Ricardiansk ekvivalens är en nationalekonomisk teori som säger att ett lands invånare kommer att internalisera regeringens budgetrestriktion. Tidpunkten för en skattehöjning kommer inte påverka invånarnas utgifter; det spelar alltså ingen roll om en regering finansierar sina utgifter genom lån eller höjd skatt. Valet är mellan "skatt nu eller skatt senare".
Teorin är namngiven efter David Ricardo, som först föreslog den i "Essay on the Funding System" från 1820; emellertid var han själv inte övertygad att den stämde. Teorin är fortfarande omtvistad.